# Paty Lenkebe
Paty Yeye Lenkebe (2 febbraio 1982) è un ex calciatore congolese (Repubblica Democratica del Congo), di ruolo centrocampista.